# Şanver Göymen
Şanver Göymen est un footballeur turc né le 22 janvier 1967 à Samsun. Il évoluait au poste de gardien de but.

## Biographie
International turc, il reçoit 5 sélections de 1994 à 1996.
Il joue son premier match en équipe nationale le 21 décembre 1994 en amical face à l'Italie et son dernier le 1er mai 1996, contre l'Ukraine, toujours en amical.
Il fait partie du groupe turc lors de l'Euro 1996, sans toutefois disputer de matchs lors de cette compétition.

## Carrière
- 1989-1990 :  Samsunspor
- 1990-1991 :  Merzifonspor
- 1991-1993 :  Denizlispor
- 1993-1998 :  Altay SK
- 1999 :  Konyaspor
- 1999-2000 :  Dardanelspor
- 2000-2001 :  Manisaspor